# 명탐정 코난: 코난 실종사건 ~사상 최악의 이틀~
《명탐정 코난: 코난 실종사건 ~사상 최악의 이틀~》(名探偵コナン 江戸川コナン失踪事件 〜史上最悪の2日間〜)은 2014년 12월 26일에 《금요 로드 쇼!》에서 방송된 텔레비전 애니메이션 《명탐정 코난》의 스페셜 프로그램이다.
대한민국에서는 2015년 2월 12일에 극장판으로 개봉되었다.

## 개요
《명탐정 코난》 20주년을 기념하여 제작된 2시간 스페셜.

## 음악

### 주제곡
〈DYNAMITE〉
노래 · 작사 - 쿠라키 마이, 작곡 - Tesung Kim/Coach&Sendo/Katerina Bramley, 편곡 - Coach&Sendo
발매 레이블 : 노던음악

### 삽입곡
〈무적의 하트〉
노래 · 작사- 쿠라키 마이, 작곡 - 히라가 타카히로 / 모치즈키 유에, 편곡 - 사토 슌스케 / 다지리 제이치